# Белиці (гміна)
Гміна Беліце (пол. Gmina Bielice) — сільська гміна у північно-західній Польщі. Належить до Пижицького повіту Західнопоморського воєводства.
Станом на 31 грудня 2011 у гміні проживало 3153 особи.

## Територія
Згідно з даними за 2007 рік площа гміни становила 84.12 км², у тому числі:
- орні землі: 84.00%
- ліси: 7.00%

Таким чином, площа гміни становить 11.59% площі повіту.

## Населення
Станом на 31 грудня 2011:
| Опис     | Загалом | Загалом | Чоловіки | Чоловіки | Жінки | Жінки |
| -------- | ------- | ------- | -------- | -------- | ----- | ----- |
| одиниця  | осіб    | %       | осіб     | %        | осіб  | %     |
| все      | 3153    | 100     | 1587     | 50.33    | 1566  | 49.67 |
| міське   | 0       | 100     | 0        |          | 0     |       |
| сільське | 3153    | 100     | 1587     | 50.33    | 1566  | 49.67 |

## Сусідні гміни
Гміна Беліце межує з такими гмінами: Бане, Ґрифіно, Козеліце, Пижице, Старе Чарново.